# Gran Premio Royal Mares
Gran Premio Royal Mares är ett årligt travlopp för 4-åriga och äldre ston. Loppet körs över distansen 1 600 meter. Det är ett Grupp 1-lopp, det vill säga ett lopp av högsta internationella klass. Loppet avgjordes för första gången 1997 och går sedan dess av stapeln i december varje år på travbanan Ippodromo Agnona i Agnona i Italien. Loppet är ett av Italiens största travlopp och ett av världens största lopp för endast ston.

## Vinnare
| År   | Häst            | Efter              | Kusk                   | Tränare               | Tid    |
| ---- | --------------- | ------------------ | ---------------------- | --------------------- | ------ |
| 2022 | Zeudi Amg       | Ideale Luis        | Massimiliano Castaldo  | Alessandro Gocciadoro | 1.11,3 |
| 2021 | Viscarda Jet    | Maharajah          | Antonio di Nardo       | Gennaro Casillo       | 1.11,9 |
| 2020 | Bahia Quesnot   | Scipion du Goutier | Junior Guelpa          | Junior Guelpa         | 1.11,3 |
| 2019 | Sharon Gar      | Varenne            | Roberto Vecchione      | Holger Ehlert         | 1.10,7 |
| 2018 | Trendy Ok       | Varenne            | Alessandro Gocciadoro  | Alessandro Gocciadoro | 1.11,1 |
| 2017 | Trendy Ok       | Varenne            | Alessandro Gocciadoro  | Alessandro Gocciadoro | 1.11,8 |
| 2016 | Rania Lest      | Love You           | Alessandro Gocciadoro  | Alessandro Gocciadoro | 1.13,1 |
| 2015 | Potenza Om      | Yankee Slide       | Pietro Gubellini       | Pietro Gubellini      | 1.11,5 |
| 2014 | Tast of Bourbon | Donato Hanover     | Davide di Stefano      | Jean Baudron          | 1.12,1 |
| 2013 | Orsia           | Angus Hall         | Roberto Vecchione      | Alessandro Gocciadoro | 1.12,6 |
| 2012 | Linda di Casei  | Uronometro         | Alessandro Gocciadoro  | Enrico Gocciadoro     | 1.12,4 |
| 2011 | Skully Gully    | Yankee Glide       | Andrea Guzzinati       | Lutfi Kolgjini        | 1.13,9 |
| 2010 | Lover Power     | Supergill          | Pietro Gubellini       | Pietro Gubellini      | 1.13,6 |
| 2009 | Illusion Dany   | Varenne            | VP Dell'Annunziata     | Vincenzo Tufano       | 1.12,7 |
| 2008 | Alexia Ås       | Conway Hall        | Enrico Bellei          | Holger Ehlert         | 1.13,3 |
| 2007 | Glamour Effe    | Self Possessed     | Pietro Gubellini       | Veli Pekka Toivanen   | 1.13,3 |
| 2006 | Passionate Kemp | Lindy Lane         | Jorma Kontio           | Markku Nieminen       | 1.13,4 |
| 2005 | Dakota Bi       | Toss Out           | Mauro Biasuzzi         | Jan Nordin            | 1.13,9 |
| 2004 | Cannoniera      | Diamond Way        | Giuseppe Lombardo J:r  | Giuseppe Lombardo J:r | 1.13,0 |
| 2003 | Alma Roc        | Supergill          | Fabrizio Ciulla        | Stefan Thollander     | 1.14,3 |
| 2002 | Cindy Bob       | Giant Chill        | Mats Karlsson          | Hans Karlsson         | 1.13,9 |
| 2001 | Alma Roc        | Supergill          | Fabrizio Ciulla        | Fausto Barelli        | 1.14,3 |
| 2000 | Tisfattista     | Arndon             | Roberto Andreghetti    | Luigi Cardin          | 1.13,4 |
| 1999 | Ventanilla      | Buvetier d'Aunou   | Giuseppe Pietro Maisto | Edoardo Gubellini     | 1.15,1 |
| 1998 | Super Kramer    | Sugarcane Hanover  | Mauro Biasuzzi         | Jan Nordin            | 1.14,7 |
| 1997 | Poveglia        | Niel Hanover       | Veli Pekka Toivanen    | Veli Pekka Toivanen   | 1.13,9 |